# Уокер, Уолтон Гаррис
Уо́лтон Га́ррис Уо́кер (англ. Walton Harris Walker; 3 декабря 1889, Белтон, Техас — 23 декабря 1950, в окрестностях Сеула) — американский военачальник, участник Первой и Второй мировых войн, четырёхзвёздный генерал (2 января 1951, посмертно). Получил наибольшую известность как командующий американской 8-й армией на раннем этапе Корейской войны.

## Биография
Уолтон Уокер родился 3 декабря 1889 года в Белтоне (Техас). В 1907 году поступил в Виргинский военный институт, позднее был переведён в академию Вест-Пойнт, которую окончил в 1912 году. Принимал участие в Веракрусской экспедиции 1914 года, а также в Первой мировой войне, к концу которой имел звание подполковника и был награждён медалью «Серебряная звезда» за храбрость в бою.
В межвоенное время Уокер занимал ряд должностей, в том числе преподавал в Вест-Пойнте, служил в Китае. В 1930-е годы он попал в штаб бригады, которой командовал Джордж Маршалл, и произвёл на будущего начальника штаба Армии США благоприятное впечатление.
Во время Второй мировой войны Уокер командовал 3-й танковой дивизией, а затем XX корпусом в составе 3-й армии Джорджа Паттона на Западном фронте в Европе. Весной 1945 года его корпус освободил концентрационный лагерь Бухенвальд. Уокер закончил войну генерал-лейтенантом и с репутацией одного из лучших танковых командиров Армии США.
После войны Уокер командовал 5-й армией на территории США, а с 1948 года — 8-й армией, нёсшей оккупационную службу в Японии. Он многое сделал для того, чтобы поддержать неуклонно снижающуюся боеспособность армии в условиях общего сокращения вооружённых сил. На этом посту летом 1950 года его застала Корейская война. 13 июля 1950 года генерал-майор Уокер был назначен командующим всеми наземными войсками США в Корее, а через несколько дней под его контроль перешли и силы Южной Кореи. В первые недели войны попытки американских войск остановить продвижение северокорейской армии закончились провалом. Уже к концу месяца силы ООН были отброшены на юго-восток Корейского полуострова. 29 июля Уокер отдал приказ о прекращении отступления. В течение августа и первой половины сентября 8-я армия вела почти непрерывные бои на Пусанском периметре. Благодаря радиоперехватам Уокер был осведомлён о всех планах противника и сумел компенсировать нехватку войск тактикой мобильной обороны, своевременно перебрасывая свои части и подразделения на угрожаемые участки.
К середине сентября северокорейская армия на Пусанском периметре была измотана тремя месяцами беспрерывных боевых действий, а американские войска получили подкрепления, уравнявшие силы сторон. 15 сентября в глубоком тылу северокорейцев началась Инчхонская десантная операция. На следующий день армия Уокера перешла в наступление. К концу месяца Сеул был освобождён, а северокорейская армия с тяжёлыми потерями отброшена за 38-ю параллель. Военные действия перенеслись на территорию Северной Кореи, и к концу октября силы ООН были уже недалеко от китайской границы. Однако Уокер не спешил продолжать наступление, несмотря на решительные приказы из штаба командующего силами ООН Дугласа Макартура; он опасался вмешательства в войну Китая (на тот момент американское военное и политическое руководство считало военный потенциал Китая незначительным). Кроме того, международные силы занимали невыгодное стратегическое положение — между 8-й армией на западном побережье Кореи и X корпусом на восточном побережье образовалась брешь, где не было никаких войск. Именно этой брешью воспользовалась Народно-освободительная армия Китая, нанеся 25 ноября удар по слабым южнокорейским дивизиям на правом фланге 8-й армии и в первый же день смяв их. Уокеру удалось спасти свою армию от полного уничтожения, однако теперь силы ООН были дезорганизованы и отступали на юг.
Отведя армию в район Сеула, Уокер стал готовить её к новому китайскому наступлению. Он много бывал в войсках, разговаривал с командирами подразделений и солдатами, чтобы иметь лучшее представление о ситуации. Его предыдущие действия вызвали недовольство в штабе Макартура, где уже стали подумывать о его замене. Этому не суждено было произойти: 23 декабря 1950 года Уолтон Уокер погиб в автомобильной катастрофе возле Сеула.
Похоронен на Арлингтонском национальном кладбище.

## Личная жизнь
Низкорослый (около 165 см) и полный, Уокер получил среди знавших его офицеров прозвища «бульдог» и «Джонни» (игра слов с намёком на его любимое виски «Джонни Уокер»). В 1924 году он женился на Каролине Виктории Эмерсон. Их сын, Сэм Симс Уокер, в 1946 году окончил Вест-Пойнт и на момент смерти отца служил в Корее. Впоследствии он стал генералом.

## Воинские звания
- 1.8.1935 — подполковник (постоянное звание)
- 14.2.1941 — полковник (временное повышение)
- 10.7.1941 — бригадный генерал (временное повышение)
- 16.2.1942 — генерал-майор (временное повышение)
- 1.5. 1942 — полковник (постоянное звание)
- 4.6.1944 — бригадный генерал (постоянное звание)
- 26.4.1945 — генерал-лейтенант (временное повышение)
- 1.8.1947 — генерал-майор (постоянное звание)
- 23.12.1950 — генерал (временное повышение, посмертно со старшинством с 23.12.1950)[источник не указан 2827 дней]

## Увековечение памяти
В честь Уолтона Уокера были названы:
- холм в Сеуле;
- отель Вооружённых сил США в Берхтесгадене (к 2008 году снесён);
- американский лёгкий танк M41 «Уокер Бульдог».